# Thibaut Lesquoy
Thibaut Lesquoy (Virton, 7 luglio 1995) è un calciatore belga, difensore del RU Luxembourg.

## Carriera
Esordisce tra i professionisti nel 2014 con la maglia del Virton, rimanendovi fino al 2019, quando firma per i lussemburghesi dell'F91 Dudelange, con cui disputa una sola stagione.
Nell'estate del 2020, firma per gli olandesi dell'Almere City, formazione della seconda serie olandese, con cui gioca per una stagione e mezza.
Il 28 gennaio 2022, viene ufficializzato il suo passaggio all'Ararat-Armenia.